# Kigali, des images contre un massacre
Pour plus de détails, voir Fiche technique et Distribution.
Kigali, images contre un massacre est un documentaire français réalisé par Jean-Christophe Klotz et sorti en 2006.

## Synopsis
Le traitement médiatique et politique des massacres commis à Kigali en 1994 par les milices extrémistes hutus et l'armée rwandaise.

## Fiche technique
- Titre : Kigali, images contre un massacre
- Réalisation : Jean-Christophe Klotz
- Photographie : Jean-Christophe Klotz et Olivier Raffet
- Son : Myriam René et Laurent Thomas
- Montage : Catherine Zins
- Musique : Jean-Christophe Klotz
- Production : ADR Productions
- Distribution : Sophie Dulac Distribution
- Pays d'origine :  France
- Genre : documentaire
- Durée : 94 minutes
- Date de sortie : France - 15 novembre 2006

## Sélection
- Festival de Cannes 2006 (sélection séance spéciale Semaine internationale de la critique)